# Água Sampaio
Água Sampaio est une localité de Sao Tomé-et-Principe située au nord de l'île de Sao Tomé, dans le district de Lobata. C'est une ancienne roça.

## Population
Lors du recensement de 2012, 146 habitants y ont été dénombrés. 

## Roça
Água Sampaio était une dépendance de la roça Rio do Ouro (renommée dans l'intervalle « roça Agostinho Neto »). 

Située à une altitude d'environ 500 m, avec un dénivelé de 10-20%, elle bénéficie d'un sol et d'un climat subhumide propices à la caféiculture : on y introduisit le café arabica en 1955.
Implantée sur une ligne de crête, elle se caractérise par des sanzalas (logements des travailleurs) refermées sur un patio intérieur, avec un accès unique bien contrôlé.
Photographies et croquis réalisés en 2014 mettent en évidence la disposition des bâtiments, leurs dimensions et leur état à cette date.
Une cascade se trouve à proximité de la roça.